# Landelijke fietsroute 11
De Prinsenroute of LF11 was een LF-route in Nederland tussen Den Haag en Breda, een route van ongeveer 110 kilometer. De route liep door steden als Delft en Breda, die al eeuwen verbonden zijn met de prinsen van Oranje. Begin 2020 zijn de routebordjes verwijderd en daarmee is de route opgeheven.